# Mistrovství světa ve fotbale 1962 – finále
Finále Mistrovství světa ve fotbale 1962 byl závěrečný zápas turnaje. Zápas se konal na stadionu Estadio Nacional de Chile v hlavním městě Santiago de Chile a utkaly se v něm Československo a Brazílie. Brazílie vyhrála 3:1 a získala svůj druhý titul mistra světa. Oba týmy se utkaly také ve skupinové fázi, zápas ale skončil bezbrankovou remízou. Jednalo se o teprve druhé finále mistrovství světa, ve kterém se utkaly týmy ze stejné skupiny (první bylo finále Mistrovství světa ve fotbale 1954 mezi Maďarskem a Západním Německem). Zápas se konal v neděli 17. června 1962. Rozhodčí byl Nikolaj Latyšev ze SSSR.
Brazílie se stala druhým týmem v historii, který titul mistra světa obhájil dvakrát po sobě (první byla Itálie, která v roce 1938 obhájila titul z roku 1934), a to i přes to, že se během zápasu skupinové fáze zranil Pelé.
Posledním žijícím hráčem z československého týmu byl Josef Jelínek, který zemřel dne 29. listopadu 2024 ve věku 83 let. Jediným dosud žijícím účastníkem finále zůstává Brazilec Amarildo.

## Cesta do finále
| Tým            | Z | B |
| -------------- | - | - |
| Brazílie       | 3 | 5 |
| Československo | 3 | 3 |
| Mexiko         | 3 | 2 |
| Španělsko      | 3 | 2 |

| Tým            | Z | B |
| -------------- | - | - |
| Brazílie       | 3 | 5 |
| Československo | 3 | 3 |
| Mexiko         | 3 | 2 |
| Československo | 3 | 2 |

## Zápas
V 15. minutě po dlouhém míči od Adolfa Scherera skóroval Josef Masopust a poslal Československo do vedení 1:0. Brazílie však, stejně jako ve finále o čtyři roky dříve, brzy odpověděla a o dvě minuty později vyrovnal Amarildo. V polovině druhého poločasu skórovali Zito a Vavá a zápas skončil 3:1 ve prospěch Brazílie.

### Detaily zápasu
| 17. června 1962 | Brazílie                       | 3:1 | Československo     | Estadio Nacional de Chile, Santiago de Chile |  |  |
| 14:30           | Amarildo 17' Zito 69' Vavá 78' |     | Josef Masopust 15' | Diváci: 68 679 Rozhodčí: Nikolaj Latyšev     |  |  |
|                 |                                |     |                    |                                              |  |  |

| Brazílie | Československo |

| B              | 1  | Gilmar        |
| O              | 2  | Djalma Santos |
| O              | 3  | Mauro Ramos   |
| O              | 5  | Zózimo        |
| O              | 6  | Nílton Santos |
| Z              | 4  | Zito          |
| Z              | 8  | Didi          |
| Ú              | 7  | Garrincha     |
| Ú              | 21 | Mário Zagallo |
| Ú              | 19 | Vavá          |
| Ú              | 20 | Amarildo      |
| Trenér:        |    |               |
| Aymoré Moreira |    |               |

| B               | 1  | Viliam Schrojf    |  |
| O               | 12 | Jiří Tichý        |  |
| O               | 3  | Ján Popluhár      |  |
| O               | 5  | Svatopluk Pluskal |  |
| O               | 4  | Ladislav Novák    |  |
| Ú               | 17 | Tomáš Pospíchal   |  |
| Z               | 19 | Andrej Kvašňák    |  |
| Z               | 6  | Josef Masopust    |  |
| Ú               | 11 | Josef Jelínek     |  |
| Ú               | 8  | Adolf Scherer     |  |
| Ú               | 18 | Josef Kadraba     |  |
| Trenér:         |    |                   |  |
| Rudolf Vytlačil |    |                   |  |